# Fiesta de la Coca

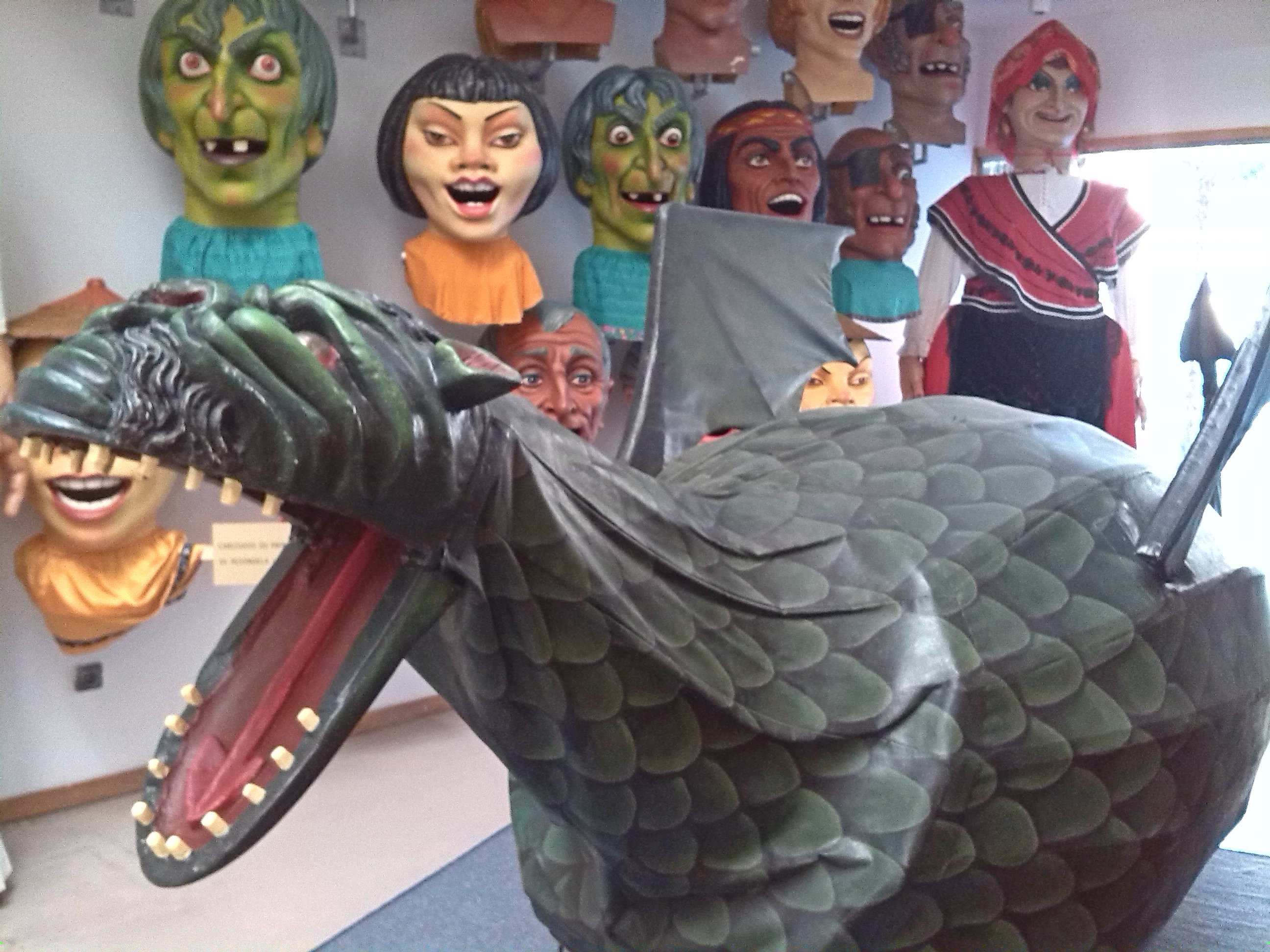
La Coca, el dragón que da nombre a la festividad

La fiesta de la Coca es una celebración de origen pagano que tiene lugar en el ayuntamiento pontevedrés de Redondela y, que tiene lugar el día del Corpus Christi. El origen de esta celebración reside en la leyenda mitológica de la coca, un ser de la mitología gallega que vive en las aguas del mar o de los ríos. Fue declarada Fiesta de Interés Turístico Gallego en 2011.
La razón de la celebración es la derrota de este animal mitológico a manos de los (mozos) jóvenes de Redondela. Así, para conmemorar esta victoria se realizan representaciones tanto del propio animal como de la batalla en la cual la Coca fue derrotada. Esta representación se conoce como danza de las Espadas, representando a los jóvenes que comenzaron a danzar con sus armas alrededor del animal muerto después de haberlo derrotado y, el baile de las Penlas, representando la celebración de las doncellas liberadas de la boca del dragón. 
Además de en Redondela, la fiesta de la Coca se sigue celebrando en diferentes lugares del conjunto etnográfico gallego-portugués, como Betanzos o Monção. Esta última localidad posee desde el año 2002 un hermanamiento con Redondela y, desde 2003 ambas celebraciones son publicitadas bajo una promoción turística conjunta.

## Origen
La fiesta de la Coca de Redondela es la única de las que se celebran en Galicia que conserva una tradición continuada y mantenida en el tiempo. Esto se debe a que la Coca de Betanzos es una reconstrucción moderna de una tradición interrumpida. Otros lugares de la greografía gallega que tuvieron celebraciones paganas con este animal mitológico atendiendo a los testimonios documentales fueron Ribadavia, Orense, Pontevedra, Santiago de Compostela o La Coruña.
La coca es un animal monstruoso con cuerpo de dragón y cola de serpiente y, del lomo le nacen dos enormes alas, semejantes a las de los murciélagos. Tiene cuatro patas armadas de fuertes zarpas y, en su cara alumbran unos ojos terribles, sobre una enorme boca con agudos dientes. El origen del animal es indeterminada, teniendo documentos que hacen referencia a él desde la Edad Media. Se cree que este animal era una representación del demonio.
La Fiesta de la Coca se basa en la leyenda medieval:

«Cuenta la leyenda que hace siglos vivía cerca de Redondela, presumiblemente en la ría de Vigo, un dragón que de vez en cuando llegaba a la villa para llevar a una doncella a su cueva. Así lo hizo varias veces, hasta que los jóvenes marineros se armaron de coraje y cierto día decidieron enfrentarse al monstruo. Así lo hicieron y después de una dura lucha salieron victoriosos. Ya vencido, lo trajeron al pueblo, después de que el dragón diera sus últimos suspiros, cuando los valientes jóvenes, sujetando las espadas unos a los otros, comenzaron a danzar alrededor del dragón muerto.»
Redondela

La primera vez que la Coca salió a las calles es indeterminada, aunque su origen data de la Edad Media, entre los siglos XV y XVI.

## Celebración

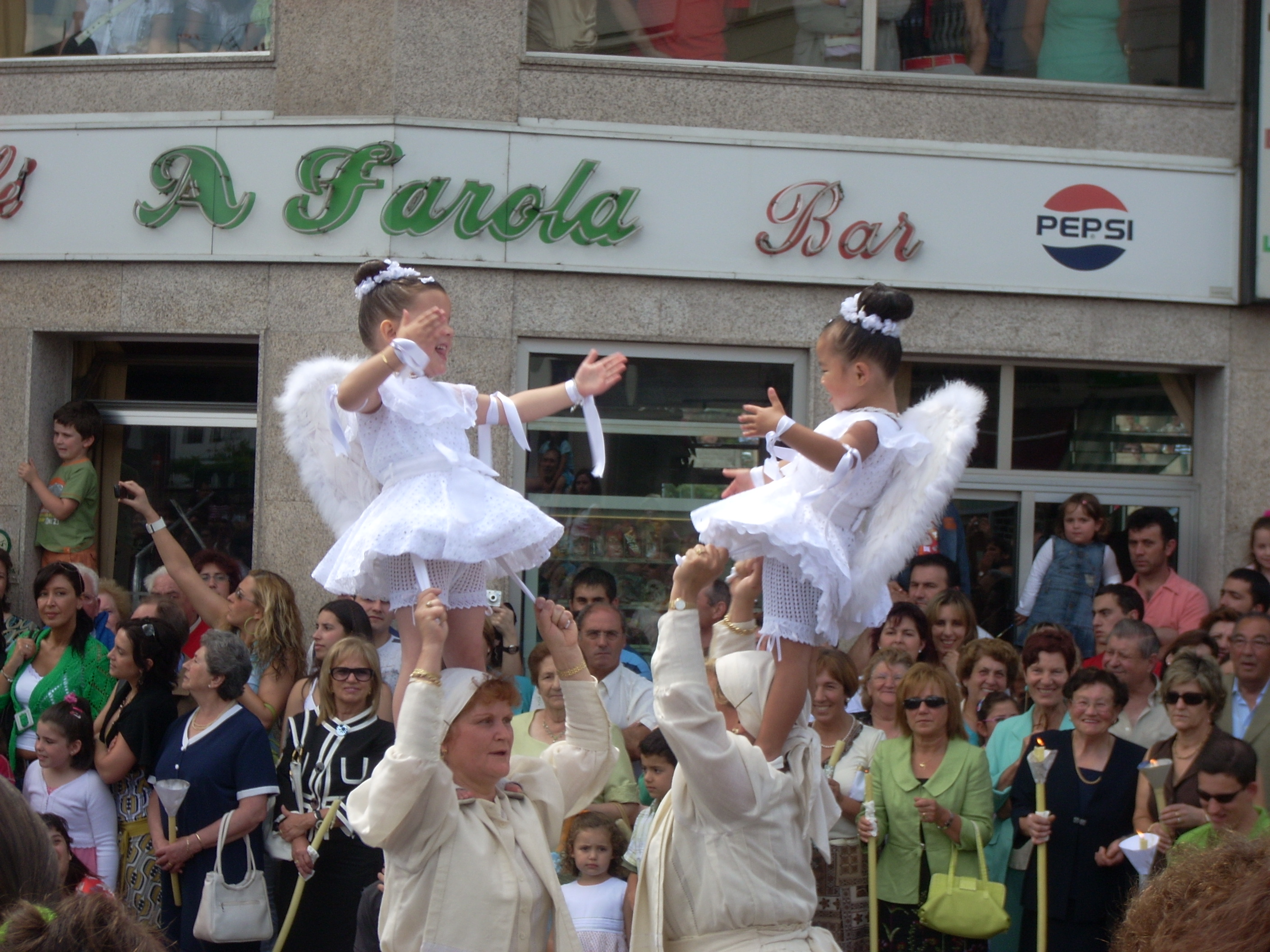
Las Penlas con su indumentaria característica de color blanco y alas de ángel, encima de las burras, representando a las mujeres medievales

Para recordar este hecho histórico, todos los años se saca a las calles una representación de la figura de la Coca, el dragón mitológico. Posteriormente, se realiza una representación de la danza de las Espadas y del baile de las Penlas, en la que se representa la derrota del monstruo a manos de los jóvenes redondelanos.
Además de estas celebraciones, se le añaden las celebraciones religiosas del Corpus Christi con procesiones por la villa. También desde 1950 el centro de la villa se engalana con las tradicionales alfombras de flores y arena sobre las principales calles del centro urbano.

#### La danza de las Espadas
La danza de las espadas es la representación gráfica del baile que, siguiendo la tradición, desenvolvieron los jóvenes de Redondela después de derrotar a la Coca.
La representación se realiza habitualmente en la plaza de la Constitución, alrededor del mediodía. Consta de veinticinco bailarines, cuya indumentaria se compone de camisa y pantalón blancos y una faja roja, verde o azul alrededor de la cintura, unas castañuelas y unos instrumentos de madera que simulan las espadas. Dichos palos están unidos entre sí por una cuerda blanca de manera que todos los danzantes permanecen unidos entre ellos. Durante la danza, los bailarines realizan diferentes movimientos entrelazando las espadas y haciendo sonar las castañuelas.
La música empleada es una pieza de gaita interpretada en allegretto, acompañada de un tambor.

#### El baile de las Penlas
Simultáneamente a la danza de las espadas, se representa el baile de las Penlas. Se trata de unas niñas vestidas con un vestido blanco, con abundantes encajes y unas alas de ángel, que se sitúan encima de mujeres denominadas burras, apoyadas en sus hombros, las cuales bailan al ritmo de la misma melodía de los jóvenes de la danza de las espadas. As burras, habitualmente representadas por mujeres del gremio de las horneras y panaderas, representan la danza que llevaron a cabo las mujeres de la villa como expresión de alegría por la muerte del dragón, levantando a sus hijas en sus espaldas como muestra de la liberación de sus hijas.
A pesar de ser característica de esta celebración, las Penlas fueron documentadas con anterioridad, alrededor del siglo IX.

## Celebraciones similares

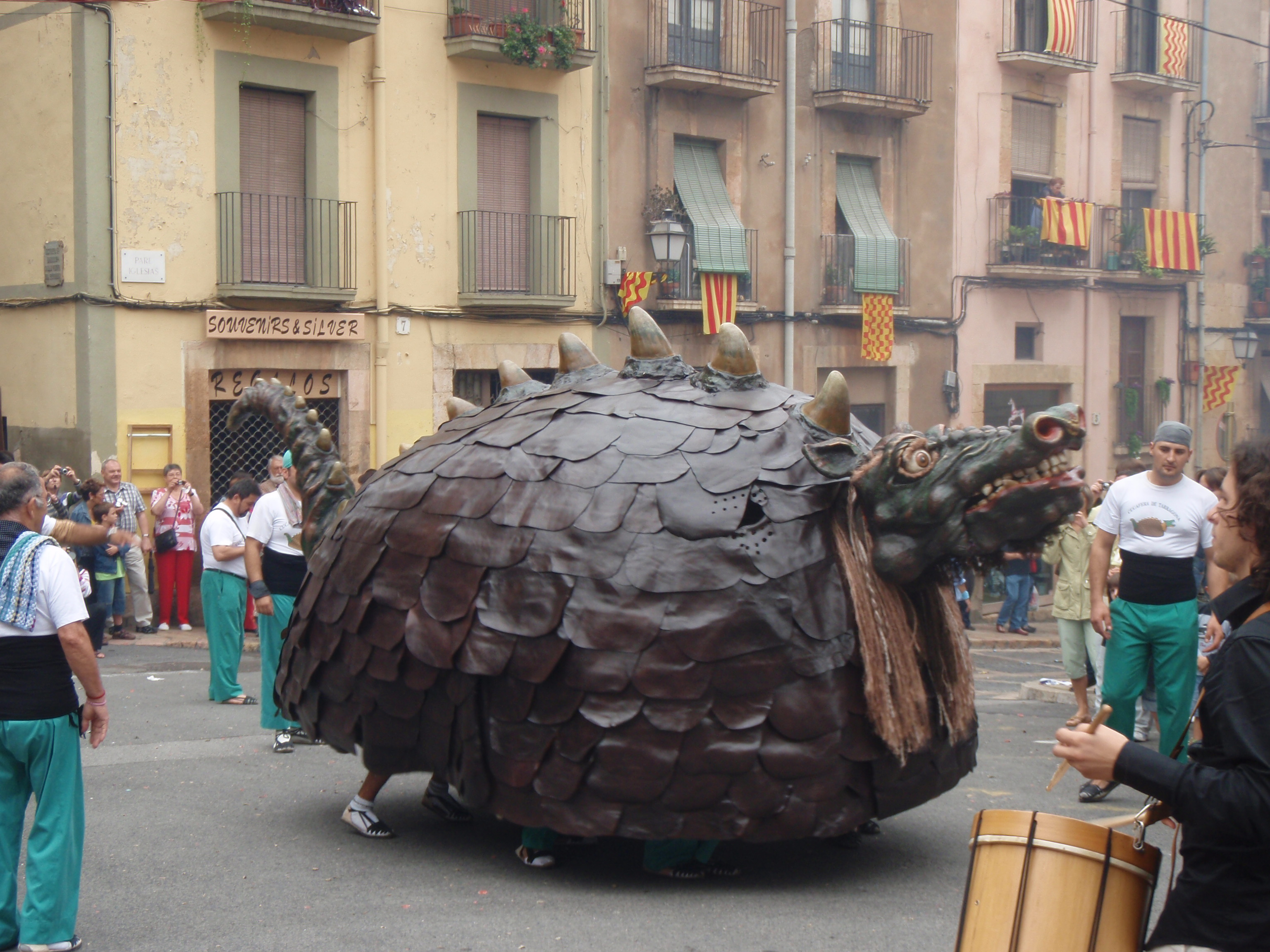
Cucafera de Tarragona

Existen otras celebraciones asentadas sobre la leyenda de la Coca:
- Coca de Monção
- Coca de Betanzos
- Cucafera de Tarragona: la Cucafera está basada en el mismo animal mitológico.[2]
- Drac de Vilafranca
- Mulassa de Reus
- Tarasca de Santa Marta, en Valencia.
- Tarasca de Granada
- Tarasque de Tarascon, en Tarascón (Bocas del Ródano, Francia).

## Galería de imágenes

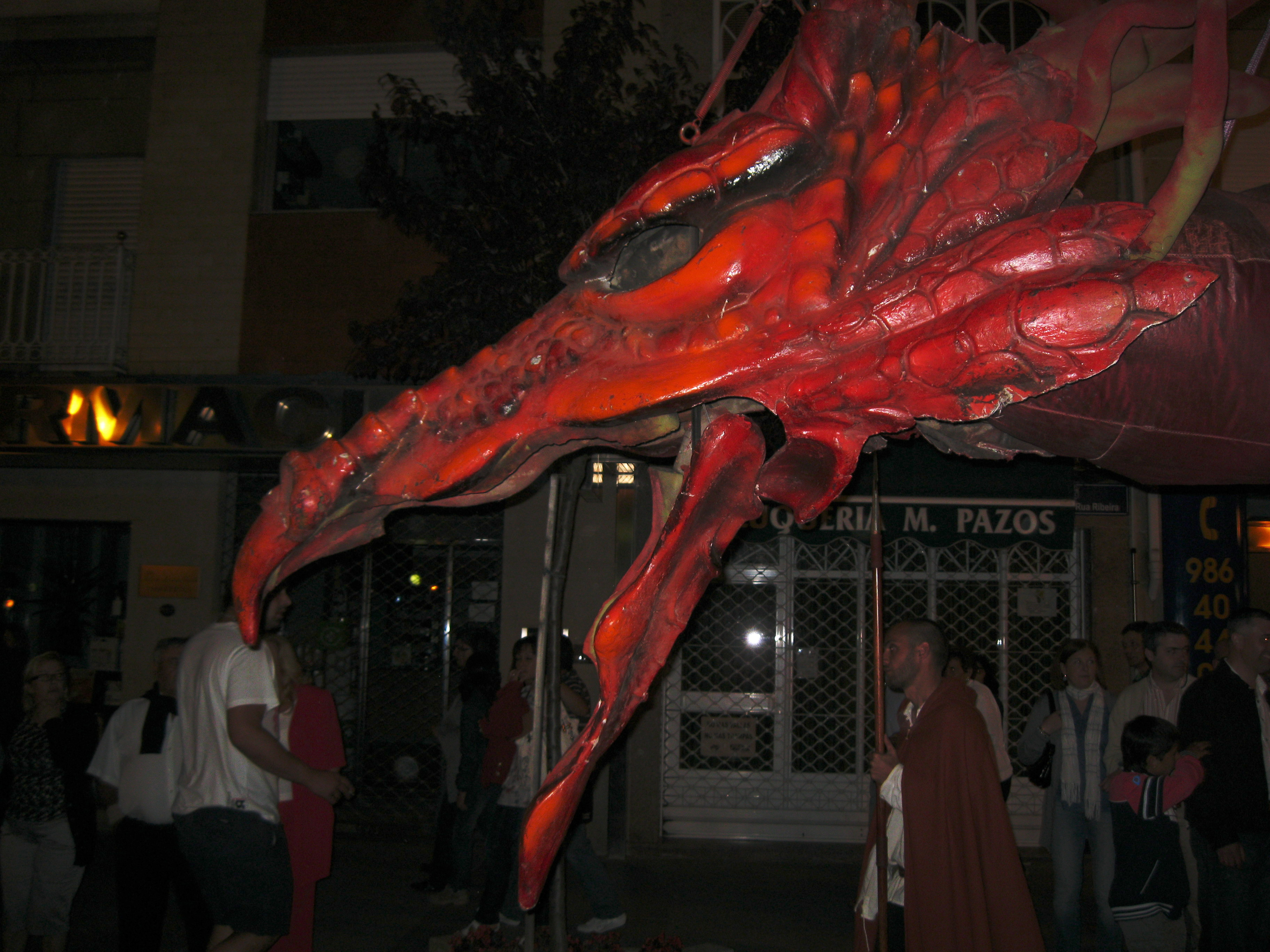
La coca en 2010
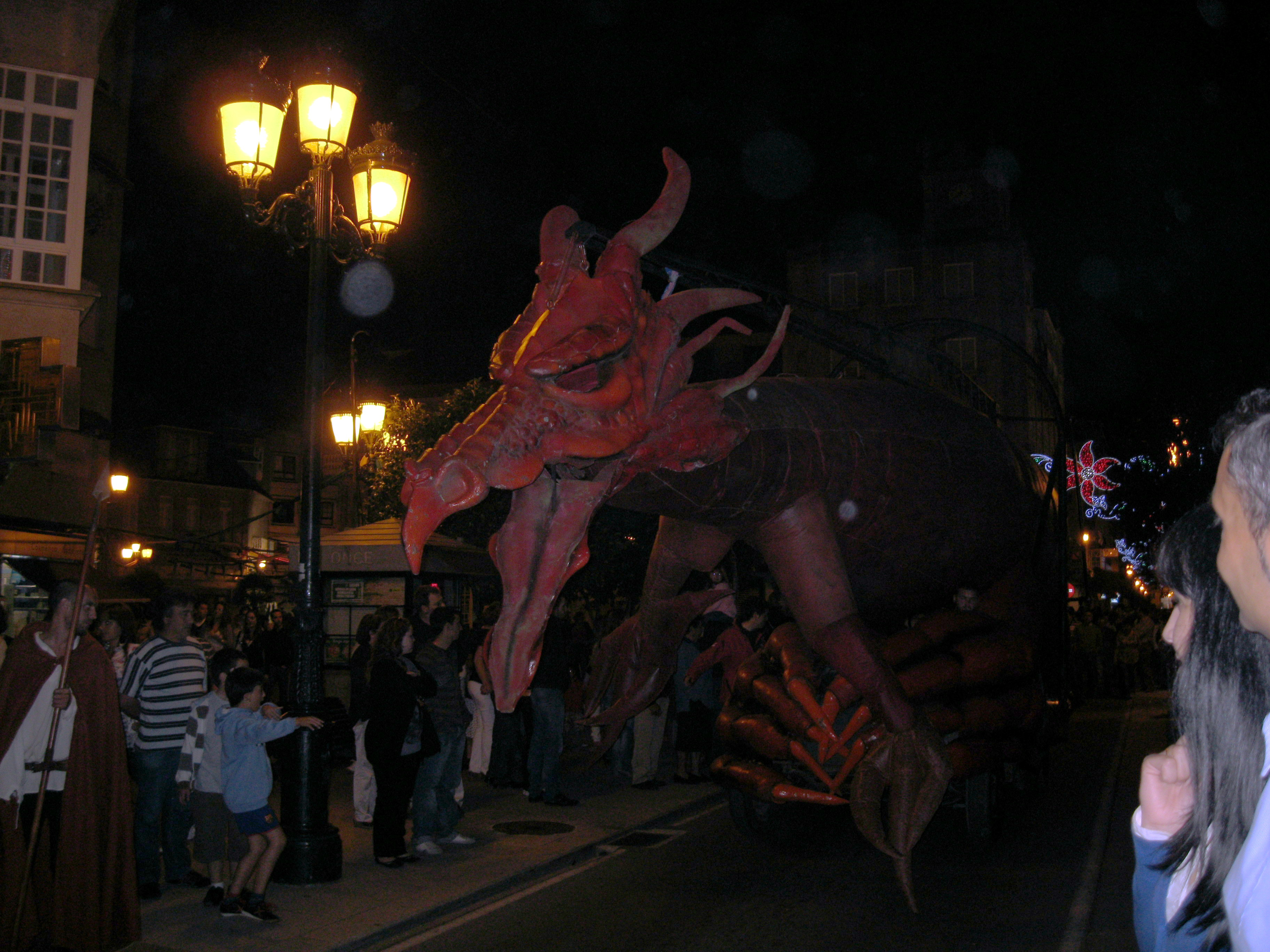
La coca en 2010
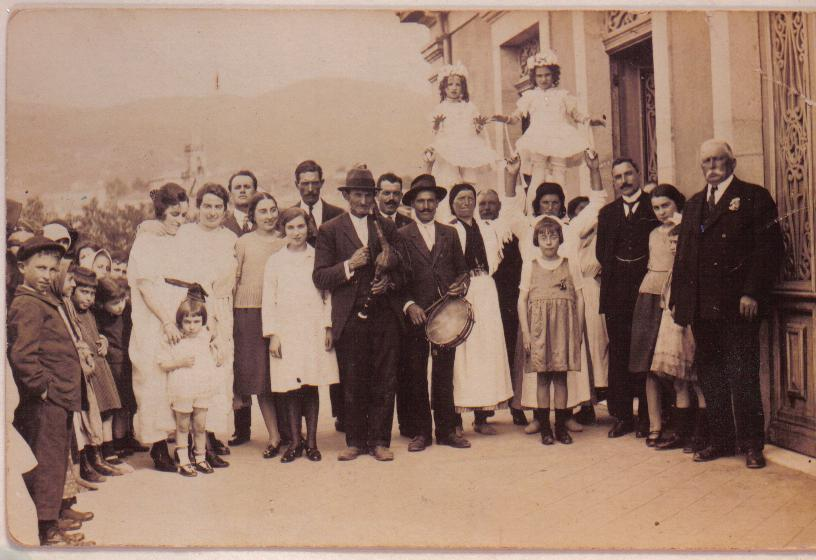
Corpus de Redondela 1924.
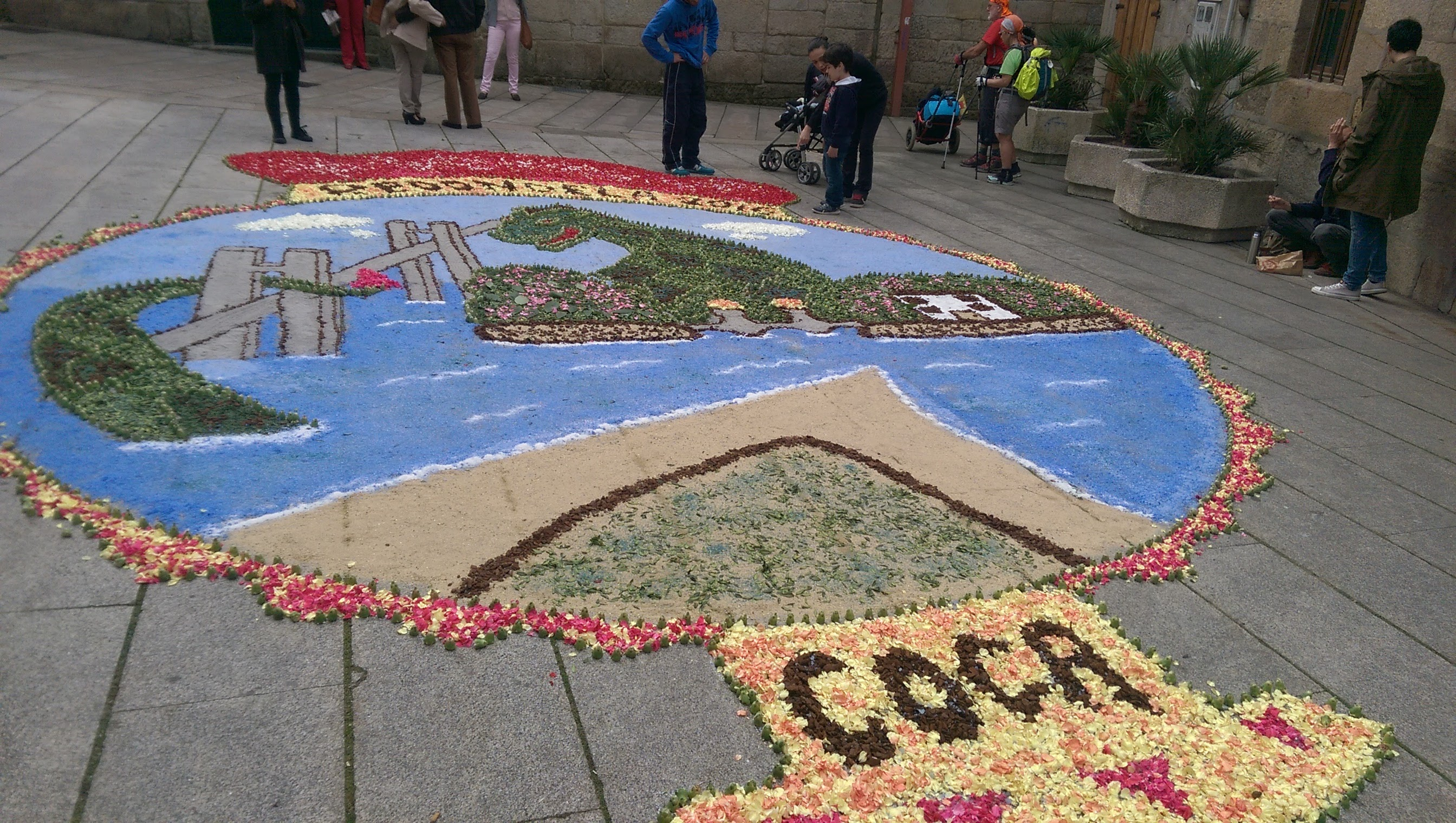
Alfombra floral Redondela 2016
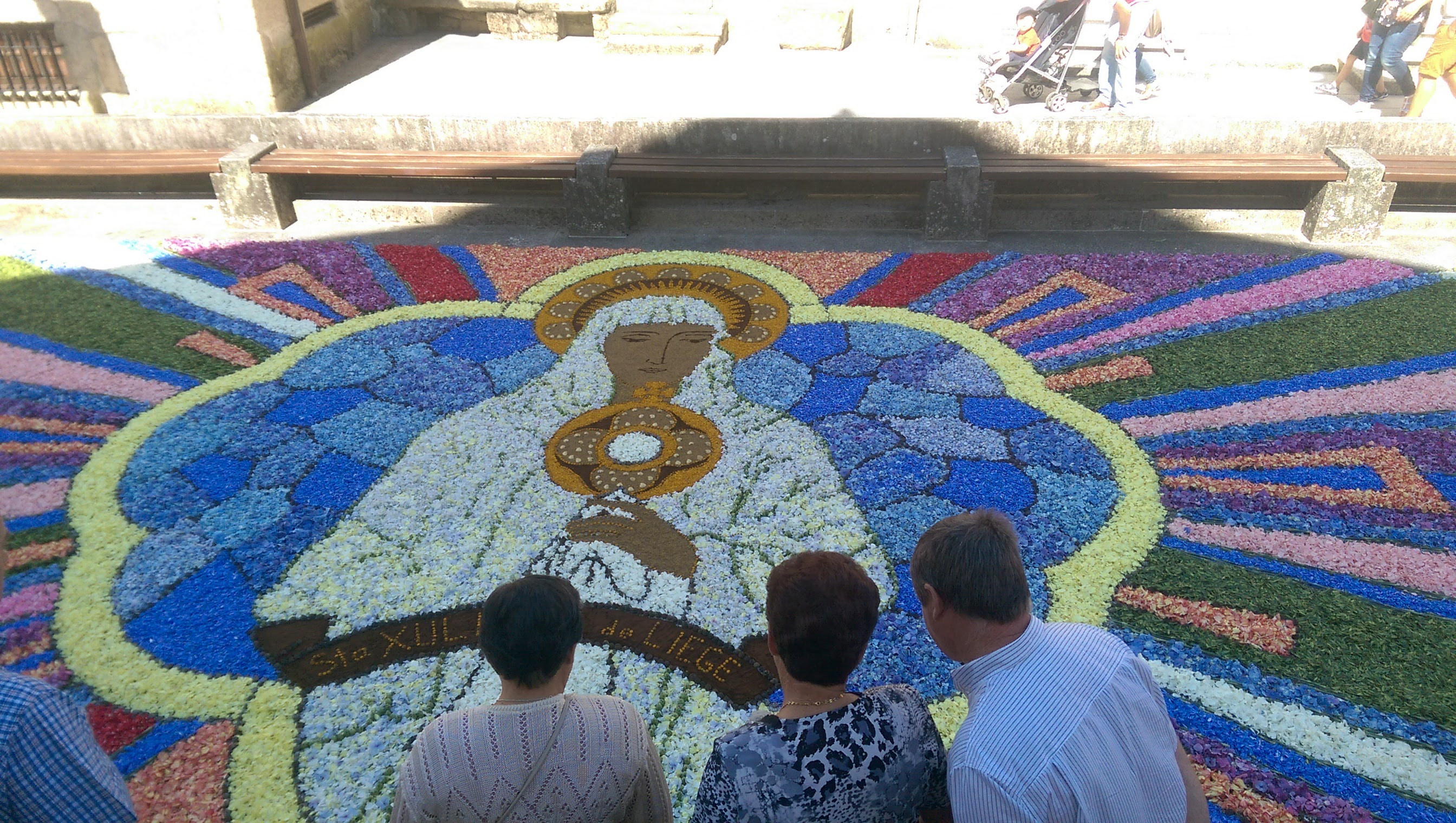
Alfombra floral Iglesia de Redondela Coca 2017
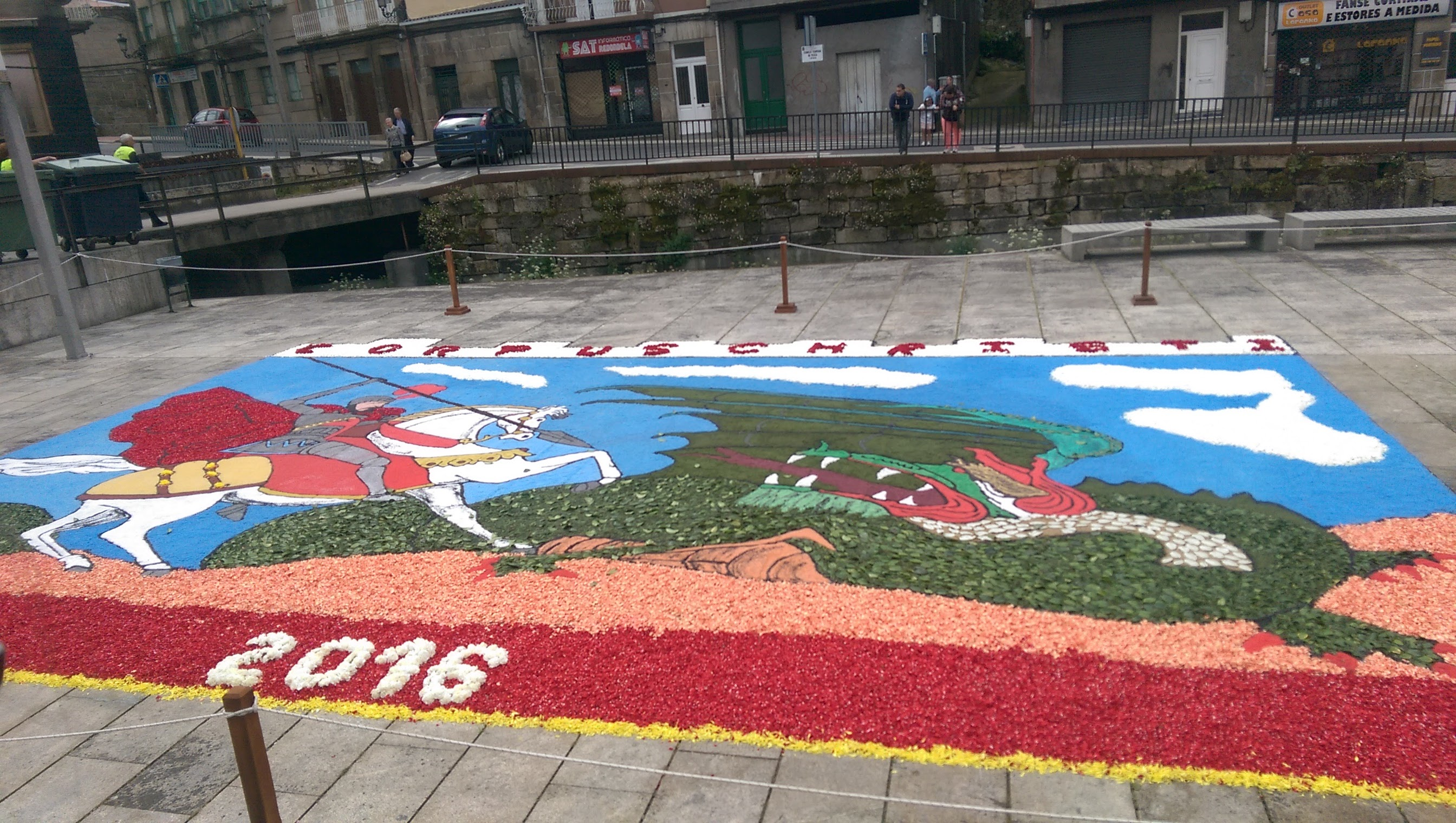
Alfombra floral Casa da Torre 2016
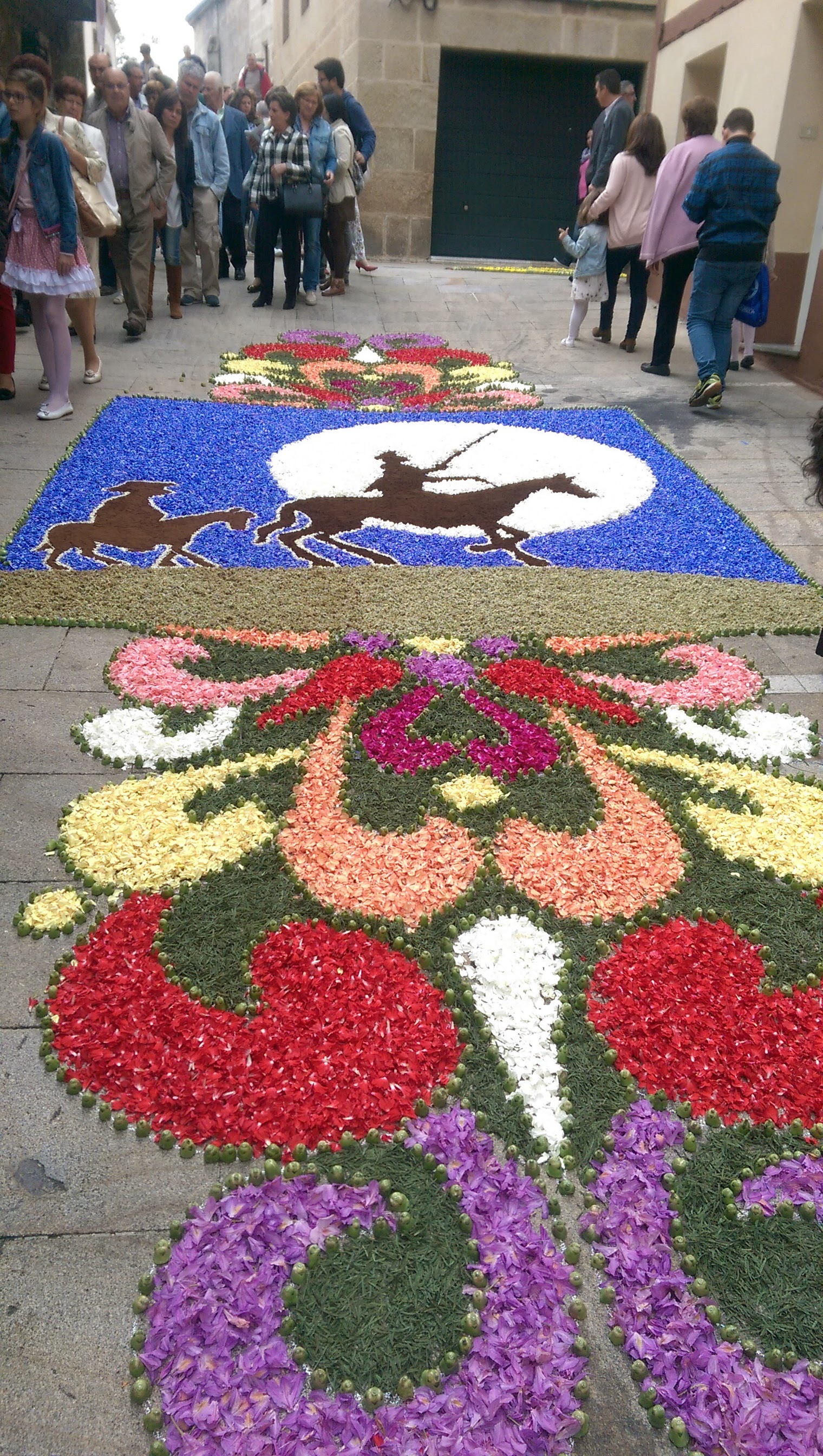
Alfombra Coca 2016
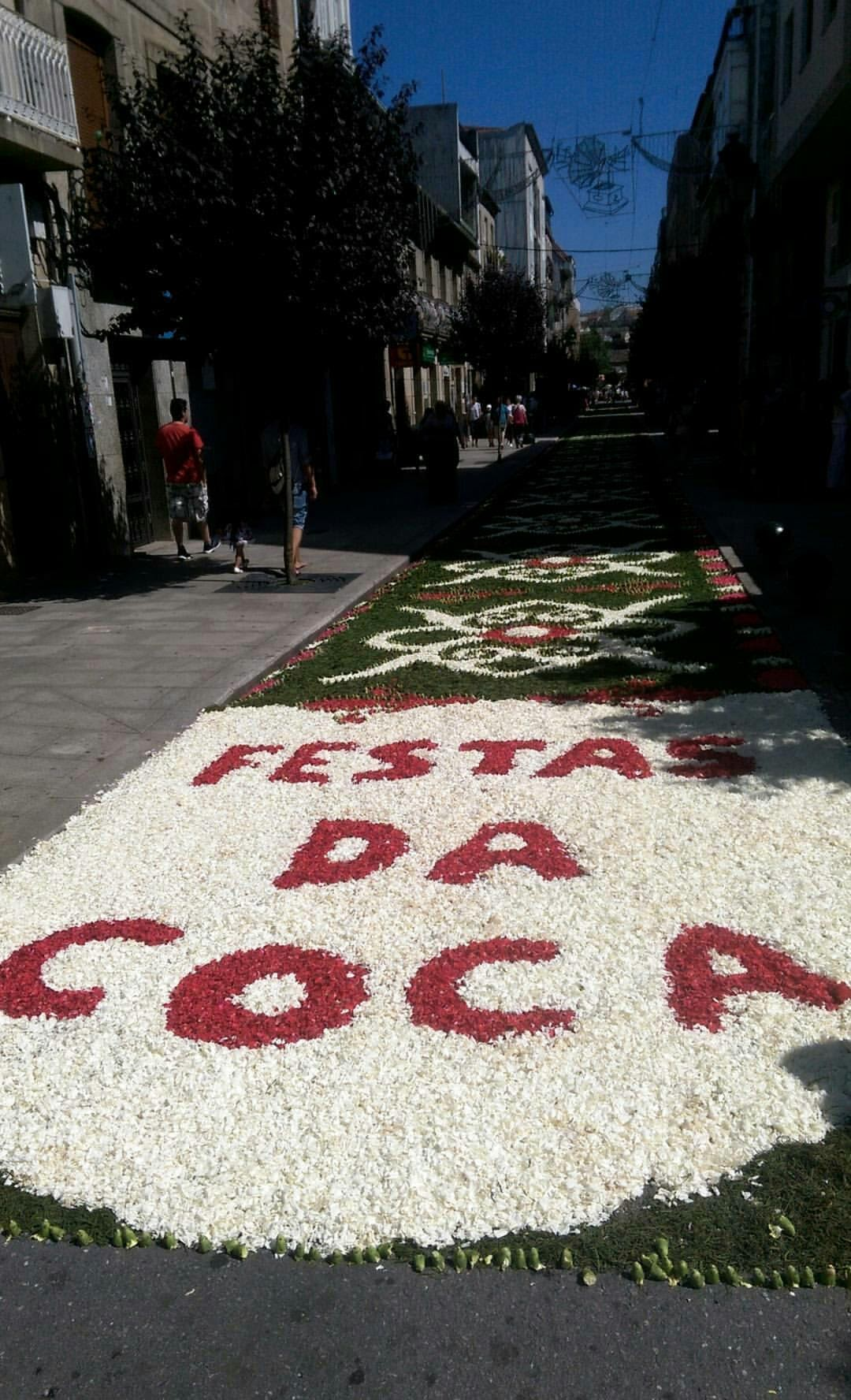
Fiesta de la Coca 2017
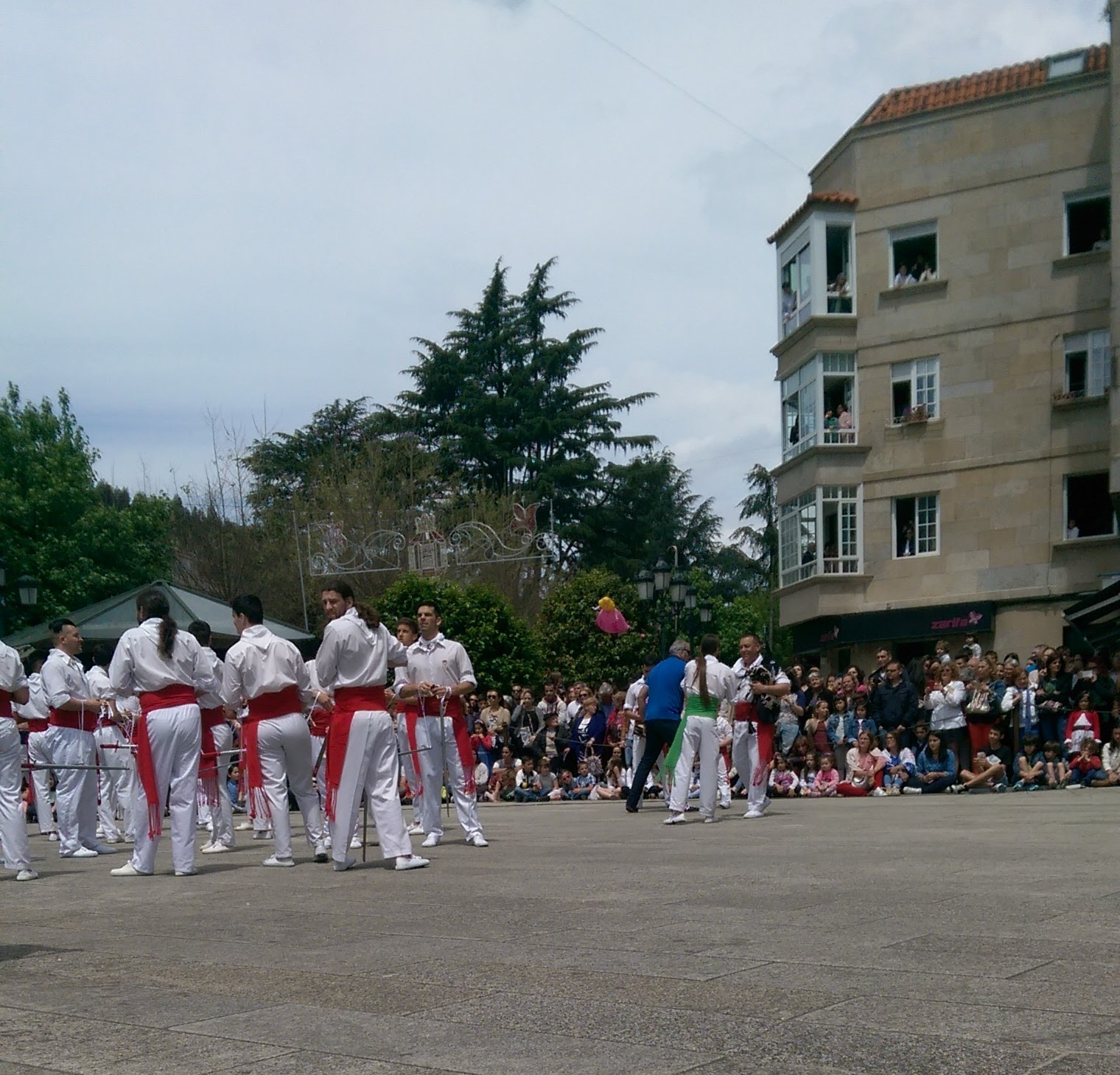
Danza de las espadas 2016 en Redondela
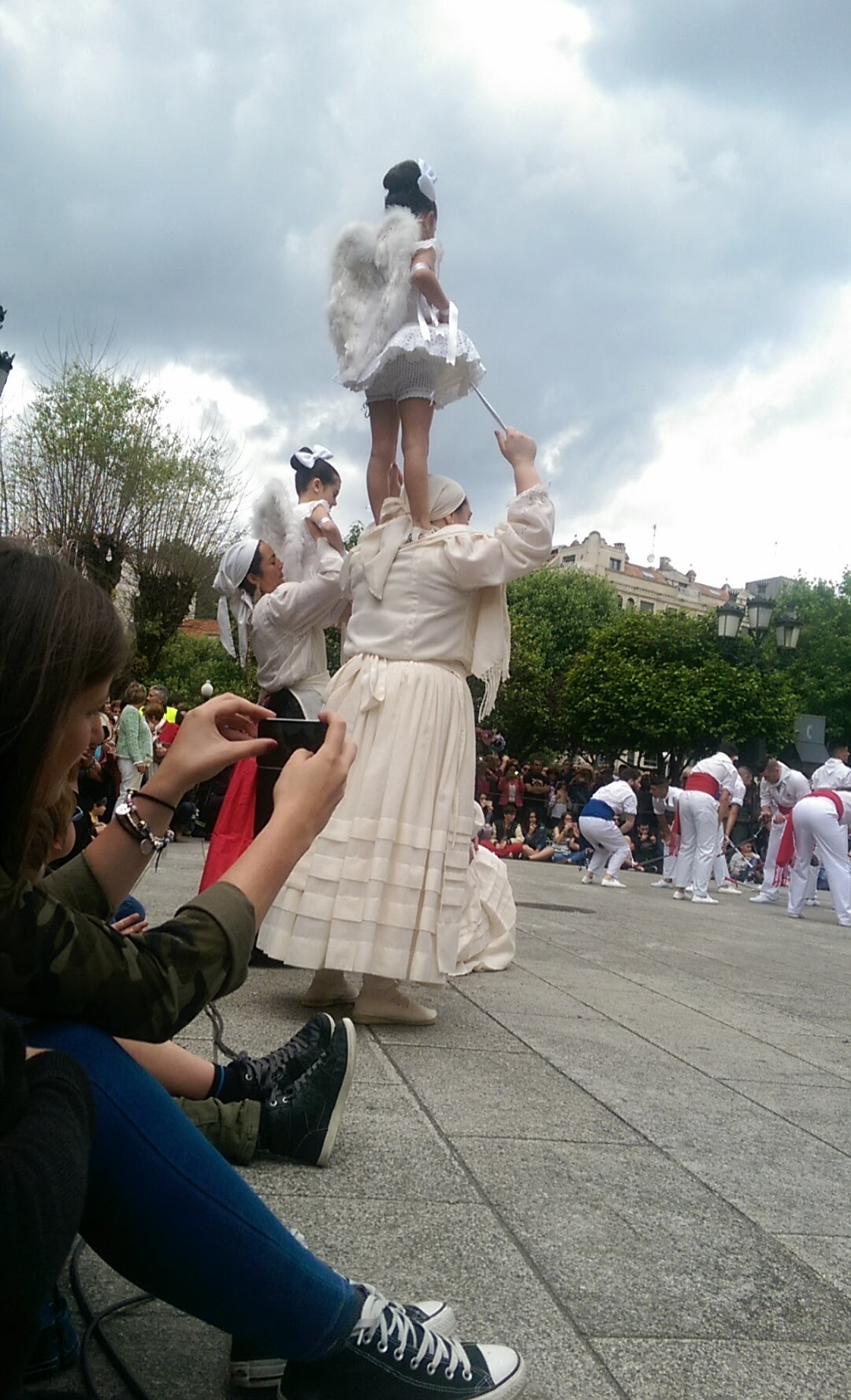
El baile de las Penlas en la fiesta de la Coca 2016